# Скорпиовенатор
Скорпиовенатор (лат. Skorpiovenator) — род тероподных динозавров из семейства абелизаврид. Известен по ископаемым остаткам из отложений формации Уинкуль в Аргентине, относящихся к верхнему мелу (сеноман—турон; около 99,6—89,8 млн лет назад). Включает единственный вид — Skorpiovenator bustingorryi. Голотип скорпиовенатора представлен почти полным сочленённым скелетом, что делает его одним из самых полных и информативных образцов абелизаврид, известных на сегодняшний день.

## Описание

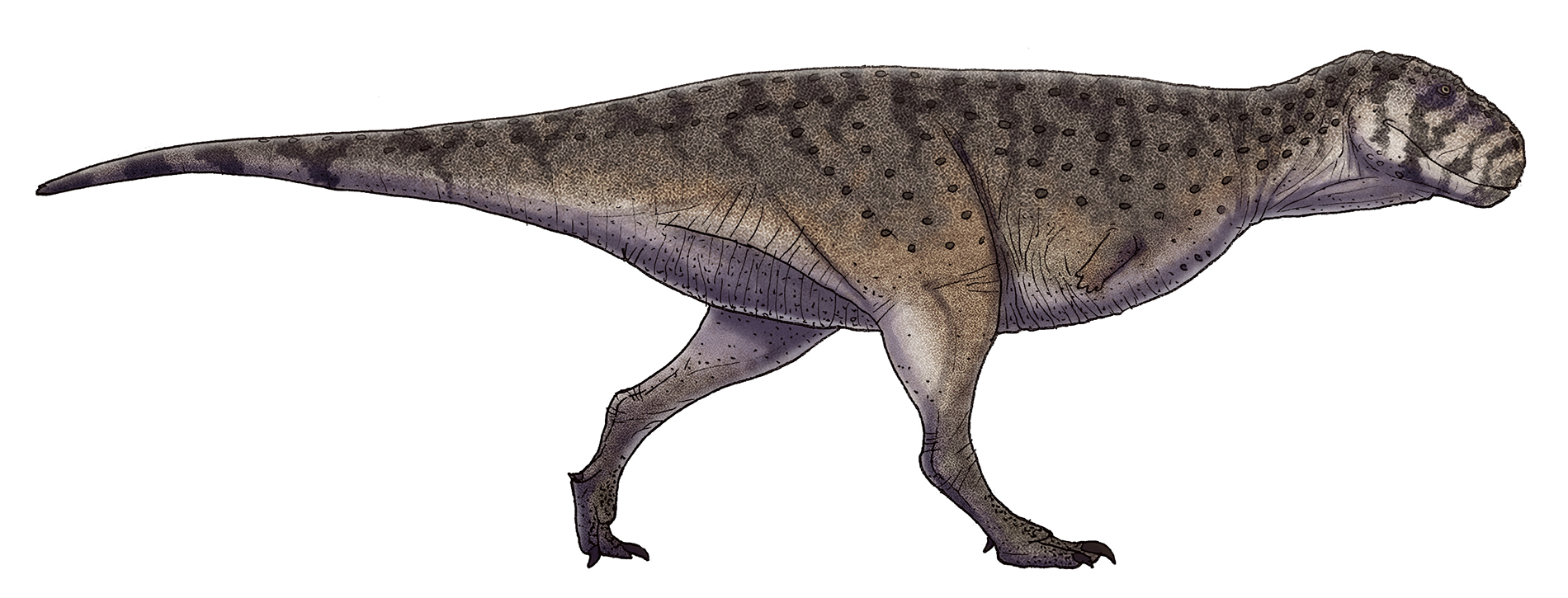
Реконструкция

Длина раскопанного скелета скорпиовенатора от предчелюстной кости до двенадцатого хвостового позвонка составляет 4,35 м. По оценке авторов описания, всё животное могло достигать около 6 м в длину. В 2010 и 2016 годах Грегори Пол дал более высокие оценки: 7,5 м в длину при массе 1,67 т. По расчётам Рубена Молины-Переса и Асьера Ларраменди (2016), голотип скорпиовенатора достигал 6 м в длину при высоте бёдер 2,1 м и массе 950 кг. В исследовании Орландо Грилло и Рафаэля Делькура 2016 года была дана  близкая оценка: 6,2 м в длину.
У скорпиовенатора были короткие, почти бесполезные передние лапы и сильные ноги с мощными бёдрами и крепкой голенью.

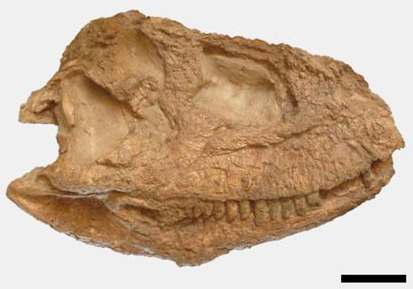
Череп

### Череп
Как и другие абелизавриды, скорпиовенатор обладал крепким бугристым черепом. Краниокаудально череп был коротким, как у карнотавра, причём короче и глубже, чем черепа абелизавра и майюнгазавра. Верхнечелюстная и слёзная кости скорпиовенатора были шире, чем у остальных абелизаврид.
У скорпиовенатора было 19 зубов на верхней челюсти, что больше, чем у любого другого известного абелизаврида. Форма коронок зубов напоминала таковую у других абелизаврид, включая наличие краевых зазубрин и морщин на эмали.

## История открытия

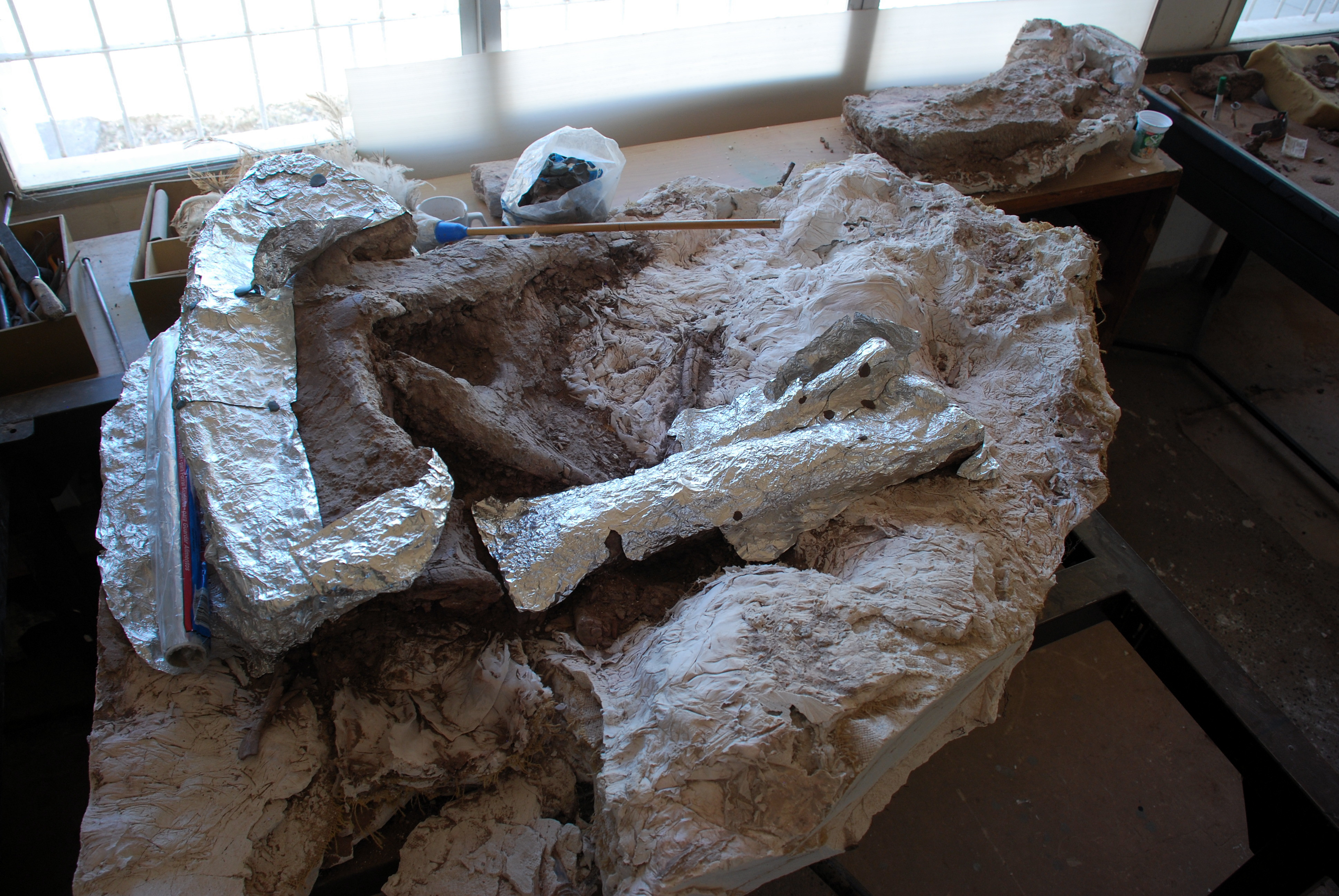
Ископаемые остатки в процессе препаровки

Род и вид были научно описаны Хуаном Канале, Карлосом Сканферлой, Федереко Агнолином и Фернандо Новасом в 2009 году (онлайн-версия описания опубликована в 2008 году). Родовое название Skorpiovenator происходит от лат. skorpios — «скорпион» и venator — «охотник», отсылая к обилию скорпионов на месте обнаружения типового образца. Видовое название bustingorryi дано в честь Мануэля Бастингорри, которому принадлежала ферма, где был обнаружен образец.

Некоторые динозавры Формация Уинкуль (скорпиовенатор показан коричневым, слева)

Скорпиовенатор известен только по голотипу MMCH-PV 48K, представленному почти полным скелетом, у которого не сохранились дистальная часть хвоста и большинство костей передних конечностей. Образец был обнаружен в отложениях нижней части формации Уинкуль в Патагонии, датируемых верхним мелом (верхний сеноман — нижний турон). В настоящее время он хранится в Палеонтологическом музее Эрнесто Бачмана в Вилла-Эль-Чокон, Неукен, Аргентина.
Помимо скорпиовенатора, в формации Уинкуль обнаружен ряд других теропод: абелизавриды илокелезия и Tralkasaurus, кархародонтозавриды мапузавр, Taurovenator и Meraxes, мегараптор Aoniraptor, ноазаврид Huinculsaurus и паравес Overoraptor.

## Филогения
Филогенетический анализ Канале и соавторов (2009) сгруппировал карнотавра, Aucasaurus, илокелезию, экриксинатозавра и скорпиовенатора в особую кладу южноамериканских абелизаврид, которая была названа Brachyrostra («короткомордые»). Согласно определению Канале и коллег, клада Brachyrostra включает карнотавра и всех абелизаврид, более близких к карнотавру, чем к майюнгазавру.
|  | Carnotaurus |
|  |             |
|  | Aucasaurus  |
|  |             |

|  | Ilokelesia                                                          |
|  |                                                                     |
|  | \| \| Skorpiovenator \| \| \| \| \| \| Ekrixinatosaurus \| \| \| \| |
|  |                                                                     |
|  | Skorpiovenator                                                      |
|  |                                                                     |
|  | Ekrixinatosaurus                                                    |
|  |                                                                     |

|  | Skorpiovenator   |
|  |                  |
|  | Ekrixinatosaurus |
|  |                  |

|  | Carnotaurus |
|  |             |
|  | Aucasaurus  |
|  |             |

|  | Ilokelesia                                                          |
|  |                                                                     |
|  | \| \| Skorpiovenator \| \| \| \| \| \| Ekrixinatosaurus \| \| \| \| |
|  |                                                                     |
|  | Skorpiovenator                                                      |
|  |                                                                     |
|  | Ekrixinatosaurus                                                    |
|  |                                                                     |

|  | Skorpiovenator   |
|  |                  |
|  | Ekrixinatosaurus |
|  |                  |

|  | Carnotaurus |
|  |             |
|  | Aucasaurus  |
|  |             |

|  | Ilokelesia                                                          |
|  |                                                                     |
|  | \| \| Skorpiovenator \| \| \| \| \| \| Ekrixinatosaurus \| \| \| \| |
|  |                                                                     |
|  | Skorpiovenator                                                      |
|  |                                                                     |
|  | Ekrixinatosaurus                                                    |
|  |                                                                     |

|  | Skorpiovenator   |
|  |                  |
|  | Ekrixinatosaurus |
|  |                  |

|  | Carnotaurus |
|  |             |
|  | Aucasaurus  |
|  |             |

|  | Ilokelesia                                                          |
|  |                                                                     |
|  | \| \| Skorpiovenator \| \| \| \| \| \| Ekrixinatosaurus \| \| \| \| |
|  |                                                                     |
|  | Skorpiovenator                                                      |
|  |                                                                     |
|  | Ekrixinatosaurus                                                    |
|  |                                                                     |

|  | Skorpiovenator   |
|  |                  |
|  | Ekrixinatosaurus |
|  |                  |

### Комментарии
1. ↑  Возможно, младший синоним Mapusaurus[7].